# Аеродром Гдањск
Аеродром Лех Валенса Гдањск (пољ. Port Lotniczy Gdańsk im. Lecha Wałęsy) се налази 12 km северозападно од Гдањска. На аеродрому је базиран ЛОТ Полиш ерлајнс.
Аеродром је отворен 1974. године у селу Ребиехово близу Гдањска, чиме је замењен стари аеродром који се налазио близу центра Гдањска у Врзешчу. Име је промењено 2004. године у Гдањски аеродром Лех Валенса. На зида терминала се види лого аеродрома који се састоји од потписа Леха Валенсе и стилизованог слова W.
Године 2006. кроз Аеродром је прошло 1.249.780 путника (повећање од 84% у односу на 2005) од чега су половина странци.
Аеродром Гдањск је у приватном власништву од 1993. Нови терминал је отворен 1997. године.

## Авио-компаније и дестинације
Следеће авио-компаније користе Гдањски аеродром Лех Валенса од јуна 2007:
- Блекингефлиг (Ронеби [од Август/Септембра 2007])
- Визер (Глазгов-Прествик, Донкастер-Шефијлд [од 8. јула 2007], Дортмунд, Келн/Бон, Корк, Ливерпул, Лондон-Лутон, Малмо-Стуруп [од 7. јула 2007], Стокхолм, Хамбург)
- ЛОТ Полиш ерлајнс (Варшава, Минхен, Франкфурт, Хамбург)
- Луфтханза (Минхен)
  - Луфтханза Риџенал операција управља Луфтханза СитиЛајн (Минхен)
- Норвешки Ер Шатл (Осло)
- Рајан Ер (Даблин, Лондон-Станстед, Франкфурт-Хахн)
- Скандинејвијан ерлајнс систем (Копенхаген)
- Централвингс (Даблин, Един, Рим-Чиампино, Шенон)
- Финер (Хелсинки)